# 许慧卿
许慧卿(英文名:Hui Wai Hing),1963年生于福建省泉州市南安县，敏华控股有限公司创始人兼CEO黄敏利之妻，敏华控股执行董事兼副总裁（一般行政及零售销售），毕业于南安国光中学，1981年-1985年出任福建省泉州市南安县贸易办公室主任，1992年加入敏华,并于2004年11月17日获委任为敏华控股有限公司执行董事与副总裁。在胡润研究院发布的“2017胡润全球富豪榜”中，黄敏利、许慧卿夫妇以140亿人民币的财富位居第全球第1101位。

## 生平
1963年生于福建省泉州市南安县；1981年-1985年出任福建省泉州市南安县贸易办公室主任；
1985年-1988年,任职于厦门市统计局；
1992年加入敏华,并于2004年11月17日获委任为敏华控股有限公司执行董事与副总裁。